# East Belgian Rally
De East Belgian Rally is een rally in de Oostkantons. Het rallycentrum bevindt zich in Sankt Vith. Deze rally werd voor het eerst georganiseerd in 2005 en gaat meestal door eind september. Sinds enkele jaren is de East Belgian Rally de voorlaatste wedstrijd van het Belgisch kampioenschap rally. De organisatie van deze rally is in handen van de Tieltse Automobielclub - TAC Rally - in samenwerking met de KAMC St Vith.

## Palmares
| Jaar | Rijder           | Auto                    |
| ---- | ---------------- | ----------------------- |
| 2016 | Cédric Cherain   | Škoda Fabia R5          |
| 2015 | Hermen Kobus     | Škoda Fabia R5          |
| 2014 | Thierry Neuville | Hyundai i20 WRC         |
| 2013 | Patrick Snijers  | Porsche 997 GT3         |
| 2012 | Bernd Casier     | Ford Focus RS WRC 08    |
| 2011 | Pieter Tsjoen    | Citroën C4 WRC          |
| 2010 | Bernd Casier     | Ford Focus WRC          |
| 2008 | Freddy Loix      | Peugeot 207 S2000       |
| 2007 | Larry Cols       | Mitsubishi Lancer Evo 8 |
| 2006 | Larry Cols       | Mitsubishi Lancer Evo 6 |
| 2005 | Leszek Kuzaj     | Subaru Impreza STI      |